# Ponte di Biscaglia
Il ponte di Biscaglia (in basco Bizkaiko Zubia, in spagnolo Puente de Vizcaya) è un ponte trasportatore che collega le città di Portugalete e Las Arenas (parte di Getxo) nella provincia spagnola di Biscaglia, attraversando il fiume Nervión.
Gli abitanti del posto lo chiamano Puente Colgante, termine spagnolo che significa "Ponte sospeso". In realtà questa è un'imprecisione, visto che non si tratta tecnicamente di un ponte sospeso: in ogni caso il termine locale è talmente comune da essere usato anche sul sito ufficiale.

## Storia
È il più antico ponte trasportatore del mondo e venne costruito nel 1893, progettato da Alberto Palacio, uno dei discepoli di Gustave Eiffel. La costruzione del ponte fu la soluzione proposta dall'ingegnere al problema della connessione delle due città senza bloccare il traffico navale lacustre del porto di Bilbao e senza dover costruire massicce rampe per scavalcare il fiume.
Il servizio venne sospeso per quattro anni durante la guerra civile spagnola, quando la parte superiore del ponte venne fatta saltare nel 1937 dai repubblicani nel tentativo di rallentare l'avanzata dei nazionalisti. Il ponte fu riaperto nel 1942 e il 13 luglio 2006 il ponte venne dichiarato patrimonio dell'umanità dall'UNESCO.

## Funzionamento
Il ponte, tuttora funzionante, è lungo 164 metri e la gondola, ovvero la sua parte basculante, può trasportare fino a 6 auto e decine di persone. Si compie una traversata in un minuto e mezzo, ogni otto minuti, 24 ore al giorno, per tutto l'anno, con tariffe differenti a seconda dell'ora. È integrato nel sistema di trasporto Creditrands di Bilbao. All'interno dei due piloni, alle due estremità, sono stati installati due ascensori per turisti che permettono di camminare lungo la piattaforma del ponte, dalla quale si può ammirare la baia Bilbao Abra.

## Galleria d'immagini

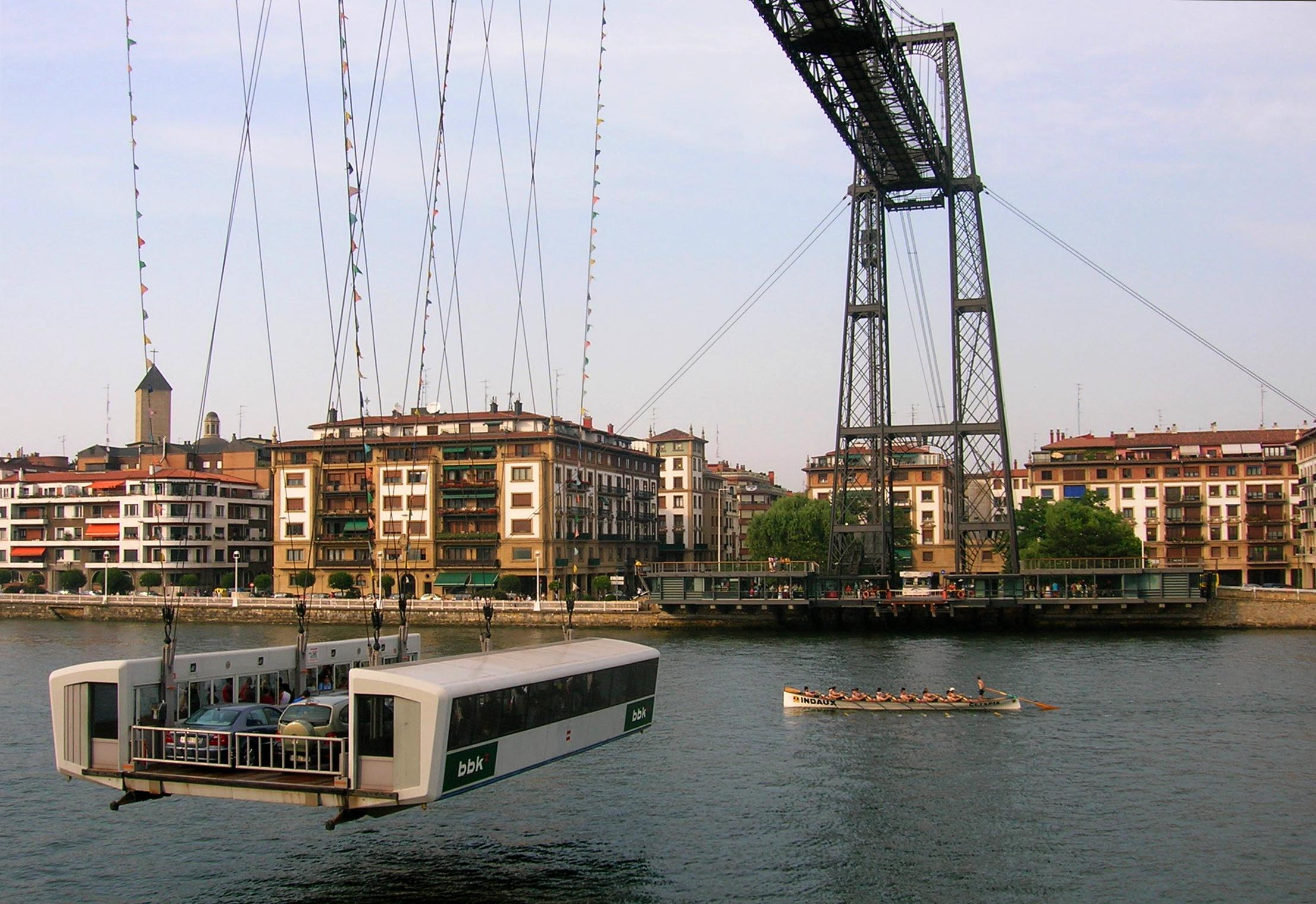
Blocco del bilico.
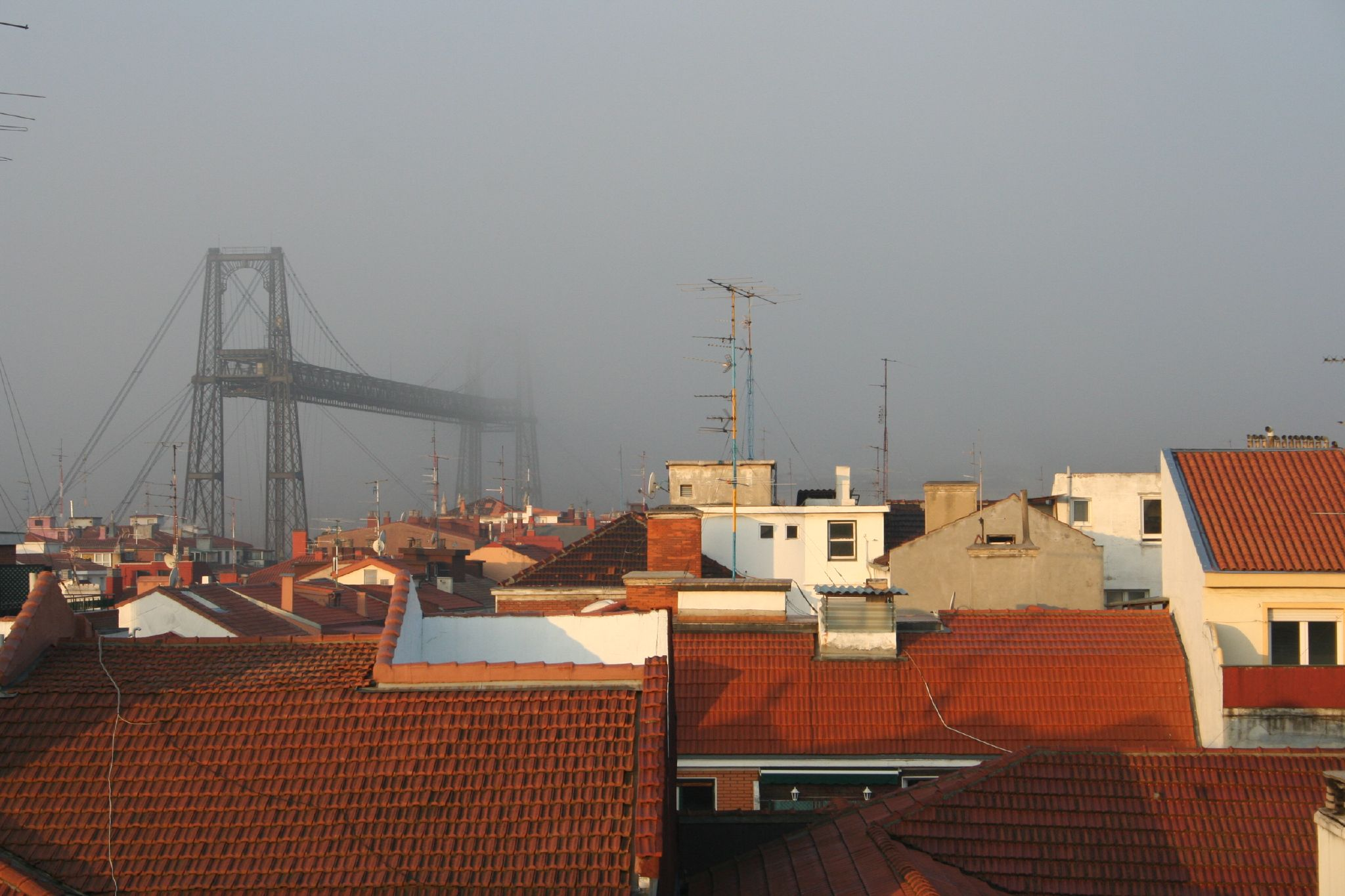
Il ponte emerge dalla nebbia, visto da Portugalete
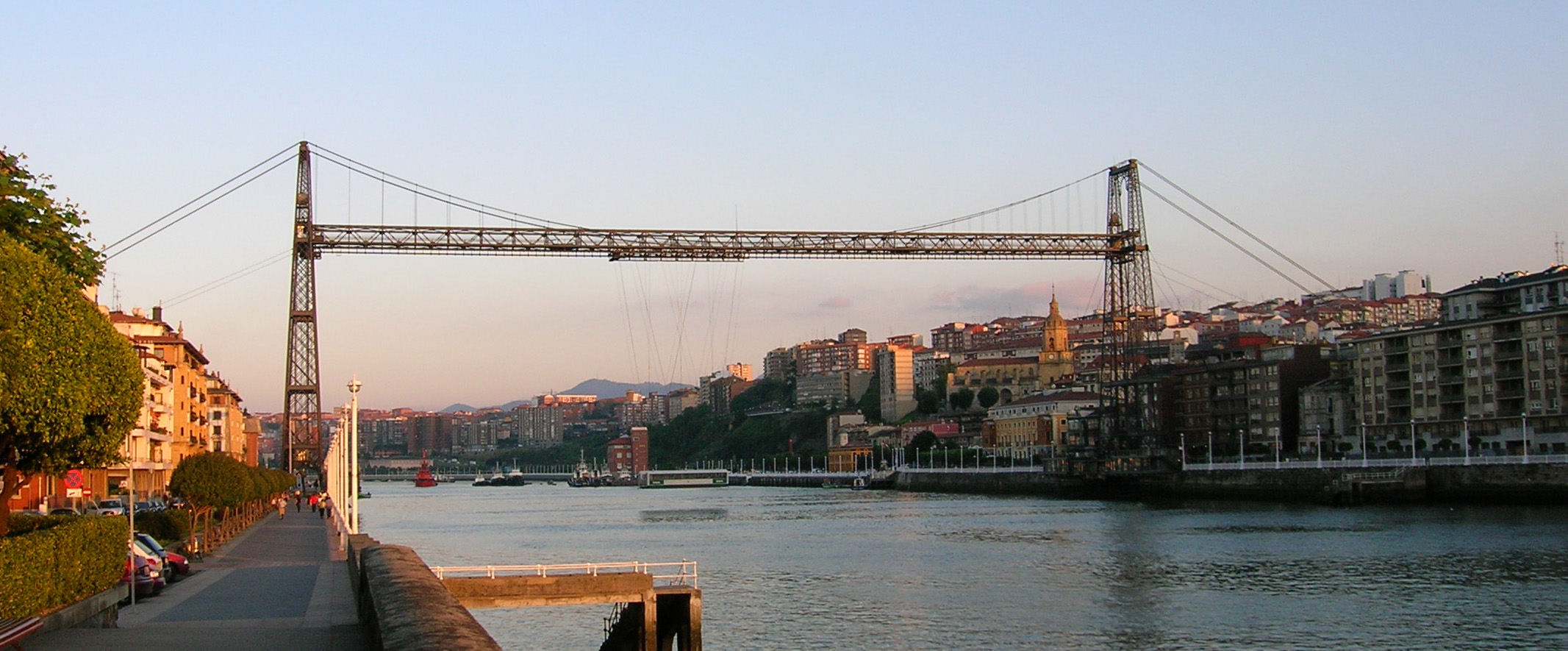
Panorama del Ponte visto da Portugalete